# Centrum (kompleks skoczni)
Centrum – kompleks skoczni narciarskich w Wiśle, w skład którego wchodzą 3 skocznie  o punktach konstrukcyjnych: K9, K19 i K37, które zastąpiły stare i zniszczone skocznie K17, K23 oraz K40. Teren skoczni został zagospodarowany na nowo i ogrodzony, powstały nowe platformy trenerskie i nowa wieża sędziowska, a w miejsce starej wybudowana została skocznia o rozmiarze HS 10, która jest obecnie najmniejszą skocznia narciarską w Beskidach. Ponadto na nowo utworzono zeskoki, a same skocznie posiadają ceramiczne tory, podnoszone belki startowe i przeźroczyste bandy od strony platform trenerskich. Ponadto wyłożone są nowym igelitem, zainstalowany zostanie również system jego zraszania. Koszt budowy skoczni wyniósł ok. 3 mln złotych.
Obiekty powstały w latach 1962–1964, a gruntownie zmodernizowano je w 1997 r. We wrześniu 2005 r. skocznia K23 otrzymała nowe tory najazdowe.
Rekordzistą przed modernizacją największej skoczni był Paweł Słowiok, który 26 lutego 2004 r., podczas zawodów o Puchar Fundacji Małyszów, skoczył na niej 49 lub 49,5 metra. Wcześniej rekord należał do Adama Małysza (44 metry), który skoczył tyle, gdy był juniorem.
Na nowych skoczniach Centrum odbywać się mają regularnie zawody dzieci i młodzików, w tym m.in. Lotos Cup. Trenować na nich będą głównie najmłodsi zawodnicy miejscowego klubu Wisły-Ustronianki.

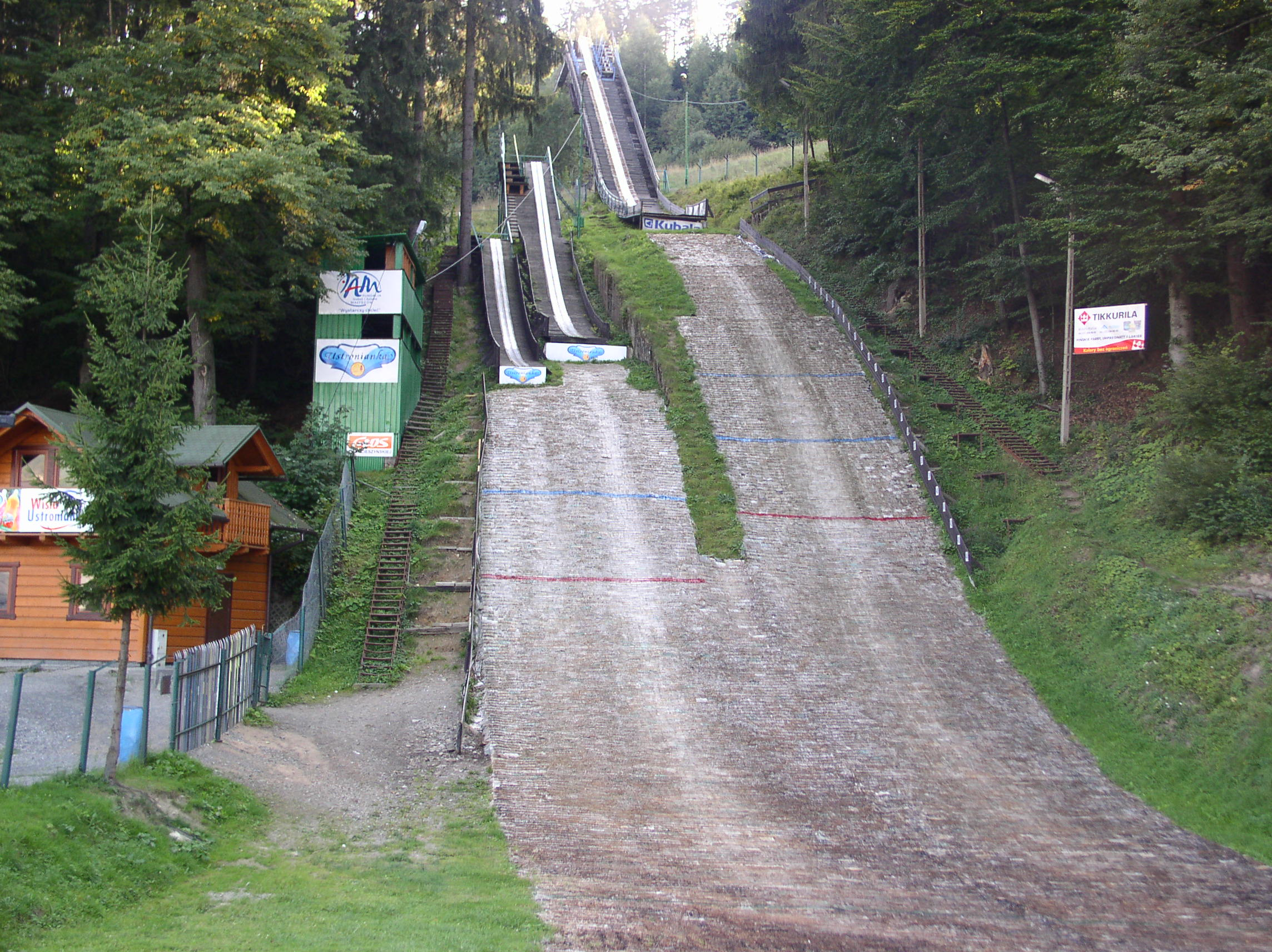
Skocznie w Wiśle Centrum w 2004 roku